# 保塞县
保塞县，中国古县名。
宋太宗太平兴国六年（981年）北宋改清苑县置保塞县，治今河北省保定市，为保州治。宋徽宗政和三年（1113年）升定州为中山府，金太宗天会六年（1128年），金朝攻克中山府保塞县，次年改中山府为保州。金世宗大定十六年（1176年） 复改保塞县名为清苑县。